# Der Arbeits-Rechts-Berater

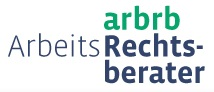
Logo des Zeitschrift Der Arbeits-Rechts-Berater

Der Arbeits-Rechts-Berater (ArbRB) ist eine monatliche erscheinende Fachzeitschrift für die arbeitsrechtliche Beratungspraxis aus dem Verlag Dr. Otto Schmidt, Köln. Zum Abonnement gehört neben dem Heft eine Datenbank („ArbRB online“) mit über 50.000 Entscheidungen, arbeitsrechtlichen Gesetzen sowie weiterführender Fachliteratur (Kommentar, Handbuch und  Formulare). Frei zugänglich ist die Homepage der Zeitschrift  mit arbeitsrechtlichen Nachrichten, einem Experten-Blog und einem wöchentlichen Newsletter.

## Geschichte
Den Arbeits-Rechts-Berater gibt es seit 2001. Er gehört zur Gruppe der Berater-Zeitschriften aus dem Verlag Dr. Otto Schmidt. Kennzeichnend für diesen Zeitschriftentyp sind kurze Besprechungen aktueller Entscheidungen und  Aufsätze mit Tipps für  Prozess- und Verhandlungsstrategien, Musterformulierungen, Beispielsfällen (z. B. zur Berechnung von Abfindungen und Fristen) und Checklisten.